# Andrea Conti (volley-ball)
Pour les articles homonymes, voir Conti et Andrea Conti.
 Andrea Conti (née le 3 octobre 1982 à Buenos Aires) est une joueuse italo-argentine de volley-ball. Elle mesure 1,93 m et joue au poste de attaquante. 

## Clubs
| Club                         | Pays      | De        | À         |
| ---------------------------- | --------- | --------- | --------- |
| Ciudad Buenos Aires          | Argentine | 1999-2000 | 2001-2002 |
| CA Banco Nación              | Argentine | 2002-2003 | 2002-2003 |
| Volley Vicenza               | Italie    | 2003-2004 | 2004-2005 |
| Pallavolo Collecchio         | Italie    | 2005-2006 | 2005-2006 |
| Volley Vicenza               | Italie    | 2006-2007 | 2006-2007 |
| Brunelli Volley Nocera Umbra | Italie    | 2007-2008 | 2007-2008 |
| Parme Volley Girls           | Italie    | 2008-2009 | …         |